# Ignacio López Tarso
Ignacio López Tarso, nato Ignacio López López (Città del Messico, 15 gennaio 1925 – Città del Messico, 11 marzo 2023), è stato un attore e politico messicano.

## Biografia
Fu attore teatrale, televisivo e cinematografico. Prese parte a 50 film, a diversi documentari e a un cortometraggio. Fu diretto da Luis Buñuel in Nazarín, dove affiancò l'attore protagonista Francisco Rabal. Ma il suo film più importante fu Morte in vacanza (1960), dove ebbe il ruolo principale; la pellicola venne anche candidata all'Oscar per il miglior film straniero, garantendo così grande popolarità per l'attore. 
Apparve in varie telenovelas, tra cui Mariana, il diritto di nascere, nel ruolo del padre della protagonista interpretata da Verónica Castro.
In teatro recitò soprattutto nelle pièces di Shakespeare e Calderon de la Barca ma si cimentò anche con Molière, Arthur Miller e i tragediografi della Grecia antica.
Membro del Partito Rivoluzionario Istituzionale, fu eletto deputato nel 1988.
Ignacio López Tarso è morto nel marzo del 2023, a causa di una polmonite e di un'occlusione intestinale: qualche anno prima era stato operato proprio all'intestino per gravi patologie insorte insieme (un tumore e alcuni polipi). Al momento del decesso era coi suoi 98 anni di età il decano tra gli attori messicani.

## Vita privata
Con la moglie Clara Aranda, che lo lasciò vedovo nel 2000, ebbe tre figli: Susana, Gabriela e l'unico maschio, l'attore Juan Ignacio Aranda.

## Filmografia parziale

### Cinema
- Nazarín, regia di Luis Buñuel (1958)
- Morte in vacanza (Macario), regia di Roberto Gavaldón (1960)

### Televisione
- Mariana, il diritto di nascere (1981-1982)
- Esmeralda (1997)
- Corazón indomable (2013)